# 海灣足球俱樂部
海灣足球俱樂部（英語：Bay Football Club），簡稱海灣FC（Bay FC），是2023年創立於美國加州舊金山灣區的職業女子足球俱樂部，2024年賽季起參加美國女子頂級足球聯賽——國家女子足球聯賽（NWSL）。海灣足球俱樂部的主場在聖荷西的PayPal公園，與美職聯（MLS）的聖荷西地震共用。

## 球隊歷史
海灣足球俱樂部是繼聖荷西海灣雷射（2001年至2003年）和黃金榮耀足球俱樂部（2008年至2010年）後睽違十多年的首支代表舊金山灣區參加職業聯賽的女子足球俱樂部。
2023年4月4日，國家女子足球聯賽宣布來自舊金山的私人投資公司六街夥伴獲得球隊經營權；布蘭迪·查斯頓、萊斯莉·奧斯本、丹妮爾·斯萊頓和阿莉·瓦格纳等4位前美國國家女子足球隊成員將擔任董事會主要成員。六街夥伴執行長艾倫·韋克斯曼和阿莉·瓦格纳被選為球隊的聯合主席，前者為國家女子足球聯賽理事會成員之一。

## 名稱及隊徽
球隊名稱和隊徽於2023年6月1日公布，徽章正中心的「B」不僅代表隊名「Bay」，其樣式融合舊金山的地標——金門大橋和該城市著名的街頭藝術文化，並使用哥德式字體象徵舊金山灣潮起潮退的波浪，底部更以霧灰色襯線象徵經常壟罩著舊金山的霧氣，整體而言結合了舊金山的建築、藝術文化和氣候。

## 聯賽成績
| 賽季 | 聯賽 級別 | 例行賽 | 例行賽 | 例行賽 | 例行賽 | 例行賽 | 例行賽 | 例行賽 | 例行賽 | 最終排名 | 季後賽   | 挑戰盃 |
| 賽季 | 聯賽 級別 | 賽     | 勝     | 和     | 負     | 得     | 失     | 差     | 分     | 最終排名 | 季後賽   | 挑戰盃 |
| ---- | --------- | ------ | ------ | ------ | ------ | ------ | ------ | ------ | ------ | -------- | -------- | ------ |
| 2024 | NWSL      | 26     | 11     | 1      | 14     | 31     | 41     | −10    | 34     | 7        | 半準決賽 | 不適用 |
| 2025 | NWSL      | 0      | 0      | 0      | 0      | 0      | 0      | 0      | 0      | 待定     | 待定     | 不適用 |

## 外部連結
- 官方网站